# (14157) Pamelasobey
(14157) Pamelasobey est un astéroïde de la ceinture principale.

## Description
(14157) Pamelasobey est un astéroïde de la ceinture principale. Il fut découvert le 26 septembre 1998 à Socorro (Nouveau-Mexique) par le projet LINEAR. Il présente une orbite caractérisée par un demi-grand axe de 2,26 UA, une excentricité de 0,15 et une inclinaison de 8,9° par rapport à l'écliptique.

## Compléments